# Pedres rúniques sobre Grècia
Les pedres rúniques sobre Grècia (suec: Greklandsstenar) són una trentena de pedres rúniques que documenten els viatges de gent nòrdica a l'Imperi Romà d'Orient. Foren erigides durant l'era vikinga, fins al tombant del segle xi, i presenten inscripcions en nòrdic antic gravades en runes escandinaves. Totes han estat trobades a Suècia, principalment a Uppland (divuit) i Södermanland (set). Així com la majoria foren inscrites en record de membres de la guàrdia varega que no tornaren mai a casa, n'hi ha que esmenten soldats que tornaren fets d'or, mentre que una roca situada a Ed fou gravada per ordre d'un antic oficial de la guàrdia.
En aquestes pedres rúniques la paraula Grikkland (Grècia) apareix en tres inscripcions i Grikk(j)ar (grecs) en 25; en dues pedres s'anomena els grikkafari (viatger cap a Grècia) i una de les pedres esmenta els Grikkhafnir (ports grecs). Entre totes les pedres rúniques que fan referència a expedicions llunyanes, els únics grups que són comparables en nombre són les anomenades «runes angleses», que parlen de les expedicions a Anglaterra, i les 26 runes d'Ingvar, que esmenten una expedició vikinga a l'Orient Mitjà.
La mida de les esteles varia des de la més petita, la pedra d'esmolar de Timans que fa 8,5 cm x 4,5 cm x 3,3, cm, fins a la roca d'Ed, que fa 18 m de circumferència. Moltes de les pedres estan decorades amb runes d'estils diversos que es feien servir durant el segle xi, majoritàriament en variants de l'estil de Ringerike (vuit o nou pedres) i en l'estil d'Urnes (vuit pedres).
Des de les primeres troballes fetes per Johannes Bureus a finals del segle xvi, s'han descobert moltes d'aquestes pedres, especialment durant una recerca nacional de monuments històrics duta a terme a finals del segle xvii. Al segle xix, Richard Dybeck va documentar algunes pedres. La darrera pedra es va trobar a Nolinge, prop d'Estocolm, el 1952.

## Context històric
Els escandinaus havien servit com a mercenaris en l'exèrcit romà molts segles abans de l'època vikinga, però en el període en el qual es van gravar les pedres, hi va haver més contactes entre Escandinàvia i l'Imperi Romà d'Orient que en qualsevol altre moment. Els vaixells vikings procedents de Suècia eren habituals al mar Negre, l'Egeu, el mar de Màrmara i en general en tot el Mediterrani. Grècia fou el bressol de la Guàrdia varega, el cos d'elit de l'emperador romà d'Orient i, fins a la dinastia dels Comnens, a finals del segle xi, molts dels seus membres pertanyien a la tribu dels suions. El 1195 l'emperador Alexios Angelos va enviar emissaris a Dinamarca, Noruega i Suècia demanant 1.000 guerrers a cada un dels tres regnes. La Guàrdia havia atret joves nòrdics des de la seva formació a finals del segle x. Estava estacionada a Constantinoble, ciutat que els escandinaus anomenaven Miklagarðr (la gran ciutat). El gran nombre de soldats que van marxar a l'Imperi Romà d'Orient queda palès en el fet que les lleis medievals escandinaves, posteriors a l'època vikinga, encara fan referència als viatges a Grècia. La versió més antiga del Västgötalagen, escrita per Eskil Magnusson, Lagman de Västergötland entre 1219 i 1225, estipula que «cap persona podrà rebre una herència (a Suècia) mentre visqui a Grècia.» La versió posterior, escrita entre el 1250 i el 1300, afegeix que «ningú port heretar d'aquesta persona atès que va deixar de ser hereu quan va marxar.» També l'antic codi noruec de Gulating conté una llei similar: «però si (una persona) se'n va a Grècia, llavors la següent en la línia successòria heretarà la propietat.»
A Escandinàvia s'han trobat unes 3.000 runes de l'època vikinga; d'aquestes, 2.700 es van erigir en el que avui dia és Suècia. Només a la província d'Uppland se'n van aixecar 1.277. L'era vikinga coincideix amb la cristianització d'Escandinàvia i, en moltes zones, aproximadament la meitat de les inscripcions de les pedres contenen evidències del cristianisme. A Uppland, al voltant del 70% de les inscripcions són explícitament cristianes doncs mostren creus gravades o oracions cristianes i només algunes són explícitament paganes. Probablement la tradició d'erigir pedres rúniques començà a decaure abans de l'any 1100, a tot tardar cap el 1125. De les esteles rúniques de l'època vikinga entre un 9,1% i un 10% van ser erigides en memòria de persones que van marxar a l'estranger i les runes que esmenten Grècia en són les més nombroses. A més, hi ha un grup de tres o quatre pedres que commemoren els soldats que moriren al sud d'Itàlia i que probablement eren membres de la Guàrdia varega. L'únic grup de pedres rúniques comparable en nombre a les que parlen de Grècia són les que esmenten Anglaterra, seguides de les 26 runes d'Ingvar, aixecades en memòria de la fatídica expedició d'Ingvar a Pèrsia. Blöndal i Benedikz (2007) destaquen que la majoria de les pedres rúniques es troben a Uppland i ho relacionen amb el fet que era la zona més habitual per començar el viatge a Grècia i també d'on provenien la majoria del Rus. No obstant això, tal com va assenyalar Jansson (1987), que la majoria es trobin a Uppland i Södermanland, les dues províncies amb més concentració de pedres rúniques, no necessàriament reflecteix el nombre d'escandinaus a la Guàrdia varega. No tots els commemorats a les pedres rúniques gregues en formaven part. Alguns podien haver estat comerciants o morir mentre anaven de peregrinació a Terra Santa. El viatge a Grècia s'associava a un gran perill i així ho demostra una pedra encomanada per una dona en memòria d'ella mateixa abans de sortir en peregrinació cap a Jerusalem: «Ingirún Harðardóttir es va fer gravar unes runes per ella mateixa; aniria a l'est, fins a Jerusalem. Fótr va esculpir les runes.» Blöndal i Benedikz (2007) mantenen, però, que tot i haver-hi altres raons per anar a Grècia, el cert és que la majoria de les pedres rúniques es van erigir en memòria dels membres de la Guàrdia varega que van morir allà. A més, algunes esteles parlen de persones que van retornar amb grans riqueses. Així, la inscripció d'una pedra a Ed va ser encarregada per Ragnvaldr, un excapità de la Guàrdia.

### Propòsit
Els motius pels quals es van aixecar les pedres rúniques són encara tema de debat; s'hi inclouen temes d'herència, estatus social i homenatge als difunts. Algunes de les runes fan referència explícita a l'herència, com la d'Ulunda i la de Hansa; la gran majoria, però, només menciona en memòria de qui van ser erigides. Un punt de vista que comparteixen experts com Erik Moltke i Sven B. F. Jansson manté que les pedres rúniques són primordialment resultat de les moltes expedicions vikingues o, com diu Jansson (1987):
Quan es van acabar les grans expedicions, les antigues rutes comercials es van tancar i els vaixells vikings ja no es preparaven cada primavera per marxar cap a Orient i Occident. Com a conseqüència, es va deixar de gravar en pedra i ja no es van aixecar les esteles rúniques en el sentit més adequat dels termes. Se les pot anomenar monuments a les expedicions vikingues i quan les persones sensibles llegeixen les inscripcions poden copsar l'amor del vikings per l'aventura i les gestes agosarades i temeràries.
Sawyer (2000), d'altra banda, discrepa d'aquest punt de vista i comenta que la gran majoria de les pedres es van erigir en memòria de persones que no se sap si van morir a l'estranger. Argumenta que pocs viatgers a l'estranger van ser honrats amb monuments i la raó és que les runes es van aixecar principalment per assumptes familiars, com ara problemes d'herència. Aquests tipus de preocupacions haurien aparegut també quan una família sabia que un parent no tornaria de l'estranger.

## Les pedres rúniques
A continuació es presenten les pedres rúniques que esmenten Grècia segons la informació recollida pel projecte Rundata, organitzades d'acord amb la seva localització. Les transcripcions de les inscripcions rúniques al nòrdic antic estàndard estan en nòrdic oriental antic, dialecte suec i danès, per facilitar la comparació amb les inscripcions, mentre que la traducció catalana que prové de l'anglesa del projecte Rundata dona els noms en el dialecte estàndard, nòrdic antic occidental, el dialecte islandès i el noruec.

### Transliteració i transcripció
Hi ha una llarga tradició de transliterar les runes en caràcters llatins en negreta i transcriure el text al nòrdic normalitzat en cursiva. Es fa servir aquesta pràctica per diferenciar els texts amb els diversos processos. En mostrar, a més de la inscripció original, la transliteració, la transcripció i la traducció, els experts presenten l'anàlisi d'una manera que permet al lector seguir la interpretació de les runes. Cada pas presenta reptes, però es considera que les inscripcions en futhark són fàcils d'interpretar. En les transliteracions, *,:, ×, ' i + representen les separacions més habituals entre paraules, mentre que ÷ representa les menys comunes. Els parèntesis () representen runes fetes malbé que no es poden identificar amb certesa i els claudàtors [] representen seqüències de runes que s'han perdut, però poden ser identificades gràcies a les descripcions dels primers estudiosos. Un guió curt ,-, indica que hi ha una runa o un altre signe que no es pot identificar. Els punts suspensius ... indiquen que se suposa que hi havia algunes runes en aquesta posició, però han desaparegut. Les dues barres, | |, divideixen un signe rúnic en dues lletres llatines, perquè els gravadors sovint lligaven runes consecutives. §P i §Q mostren dues lectures possibles d'una mateixa inscripció, mentre que §A, §B i §C indiquen que la inscripció està dividida en parts que poden aparèixer a les dues bandes de la pedra. Les cometes simples signifiquen que hi ha una seqüència de runes que no es pot interpretar amb certesa. Altres signes especials són þ i ð: el primer és la lletra thorn que representa una fricativa dental sorda com el so th de la paraula anglesa thing. La segona lletra és la eth, que representa una fricativa dental sorda com en anglès th en them. El signe ʀ representa la runa yr i ô és el mateix que el diacrític islandès, ǫ.

### Nomenclatura
Cada inscripció rúnica té un codi d'identificació que fan servir els experts per referir-s'hi. El codi consta d'algunes parts tot i que només són obligatòries les dues primeres. La primera part consta d'una o dues lletres que representen l'àrea on es trobà la pedra; per exemple: U per a Uppland, Sö per a Södermanland i DR per aDinamarca. La segona part és el número d'ordre en què va aparèixer la inscripció en una publicació nacional oficial (normalment en la Sveriges runinskrifter). Així, U 73 vol dir que la pedra és la setanta-tresena inscripció d'Uppland que es va documentar a la Sveriges runinskrifter. Si la inscripció es registrà amb posterioritat a la publicació oficial, es numera segons la publicació que la va descriure per primer cop, per exemple, Sö Fv1954;20. Sö significa Södermanland, Fv la publicació anual Fornvännen, 1954 l'any del número de Fornvännen i 20 la pàgina de l'exemplar.

### Uppland
A Uppland hi ha 18 esteles rúniques que narren fets sobre viatgers a Grècia, molts dels quals va morir allà.

#### U 73
La pedra rúnica U 73 es va erigir probablement per explicar l'ordre de l'herència de dos homes que van morir com varegs. És de l'estil Pr3, una de les variants de l'estil més general anomenat d'Urnes. La pedra, que és de granit gris, fa 2 m d'alçada i 1,2 m d'amplada i s'aixeca sobre un talús d'uns 100 m al nord de granja Hägerstalund, antigament Hansta(lund). Va ser descoberta per Johan Peringskiöld durant la recerca nacional de monuments històrics de finals del segle xvii. Comparteix el missatge amb la U 72 perquè abans formaven un sol monument. La U 72 es traslladà a Skansen el 1896. Aquesta última explica que: «aquestes pedres» van ser erigides per Gerðarr i Jörundr en memòria d'Ernmundr i Ingimundr. Per tant, la frase de la U 73 «Els fills de l'Inga» i «van morir a Grècia» es refereix a Ernmundr i Ingimundr. Ernmundr i Ingimundr havien heretat del seu pare, però van marxar cap a l'Imperi Romà d'Orient, on van morir com a membres de la Guàrdia varega. Com que no van tenir fills, Inga, sa mare, heretà els seus béns i quan ella va morir, els seus germans Gerðarr i Jörundr van heretar d'ella. Aquests dos germans van aixecar llavors les dues esteles en honor dels seus nebots, que probablement van fer mèrits al sud. Tanmateix, també podien haver estat erigides en agraïment per la riquesa acumulada pels nebots a l'estranger. El monument va servir també per documentar com la propietat havia passat d'un clan a un altre. D'altra banda, Sawyer (2000) suggereix que com que les dues inscripcions no esmenten qui les encomanà, podria ser que qui reclamà la fortuna i qui va manar aixecar les pedres fos l'Església. S'atribueix la talla al mestre gravador Visäte. Transliteració llatina: ' þisun ' merki ' iru ' gar ' eftʀ ' suni ' ikur ' hon kam ' þeira × at arfi ' in þeir × brþr * kamu hnaa: at ' arfi × kiaþar b'reþr ' þir to i kirikium. Transcripció al nòrdic antic: Þessun mærki æʀu gar æftiʀ syni Inguʀ. Hon kvam þæiʀa at arfi, en þæiʀ brøðr kvamu hænnaʀ at arfi, Gærðarr brøðr. Þæiʀ dou i Grikkium. Traducció: «Aquests monuments són en memòria dels fills d'Inga. Ella va heretar d'ells i aquests germans —Gerðarr i els seus germans— van heretar d'ella. Van morir a Grècia."

#### U 104
La pedra rúnica U 104 és de gres vermell. Fa 1,35 m d'alçada i 1,15 m d'amplada. Johannes Bureus la va documentar per primer cop el 1594. El 1687, a petició del rei Jaume II d'Anglaterra, que demanà al rei Carles XI de Suècia dues pedres rúniques per a la col·lecció de la Universitat d'Oxford, fou donada al Museu Ashmolean juntament amb la U 1160. Pertany a l'estil d'Urnes (Pr5). La va fer erigir Þorsteinn en memòria del seu pare Sveinn i el seu germà Þórir, que van marxar a Grècia i finalment també en memòria de la seva mare. La inscripció està signada pel mestre gravador Öpir. L'escriptura destaca per l'ús heterodox de la runa haglaz (ᚼ), com en la paraula «hut» (fora), normalment út en nòrdic antic. L'ús irregular del fonema h es un tret dialectal que ha sobreviscut i encara caracteritza el dialecte suec de Roslagen, una de les regions on Öpir treballà més. Transliteració llatina: ' þorstin ' lit × kera ' merki ' ftiʀ ' suin ' faþur ' sin ' uk ' ftiʀ ' þori ' (b)roþur ' sin ' þiʀ ' huaru ' hut ' til ' k—ika ' (u)(k) ' iftiʀ ' inkiþuru ' moþur ' sin ' ybiʀ risti '. Transcripció al nòrdic antic: Þorstæinn let gæra mærki æftiʀ Svæin, faður sinn, ok æftiʀ Þori, broður sinn, þæiʀ vaʀu ut til G[r]ikkia, ok æftiʀ Ingiþoru, moður sina. Øpiʀ risti. Traducció: «Þorsteinn va manar fer el monument en memòria de Sveinn, el seu pare i de Þórir, el seu germà. Tots dos van marxar a Grècia. I també en memòria d'Ingiþóra, la seva mare. Œpir el va tallar.»

#### U 112
La U 112 es una gran roca de 18 m de circumferència situada a Ed, al costat d'un camí d'un bosc anomenat Kyrkstigen ('camí de l'església'). Se la coneix ja des de la primera expedició runològica de Johannes Bureus al 1594 i data de mitjan segle xi. El bloc té runes gravades als dos costats, designades U 112 A i B. La importància lingüística de les inscripcions rau en l'ús de la runa haglaz (ᚼ) per representar la consonant aproximant velar sonora /ɣ/ (com en Ragnvaldr), particularitat que esdevindria habitual poc després de l'època vikinga. La inscripció té també runes amb punts i utilitza la runa ansuz (ᚬ) per a representar el fonema /o/. Les inscripcions són d'estil d'Urnes (Pr4) i van ser encarregades per un excapità de la Guàrdia varega anomenat Ragnvaldr en memòria de la seva mare, així com en el seu propi honor. Molt pocs podien presumir de tornar a casa amb l'honor d'haver estat capità de la Guàrdia varega. D'altra banda, el nom de Ragnvaldr denota que pertanyia a l'escalafó més alt de l'antiga societat nòrdica i que podia haver estat parent de la dinastia regnant. L'avi matern de Ragnvald, Ónæmr, és esmentat en dues altres pedres a Uppland, les U 328 i U 336. La runa U 328 relata que Ragnvaldr tenia dues ties, Gyríðr i Guðlaug. A més, la U 336 afegeix que Ulf de Borresta, reconegut mestre gravador, que va rebre tres danegelds a Anglaterra, era nebot d'Ónæm i, per tant, cosí de Ragnvald. Probablement fou el mateix Ragnvaldr, la mort del qual es relata en les inscripcions de la Hargs bro, i que el relacionaria amb Estrid i l'adinerat clan Jarlabanke. Tenint en compte els orígens familiars de Ragnvald, no és sorprenent que arribés a convertir-se en un oficial de la Guàrdia varega: fou un cacic ric que portà molts soldats ambiciosos a Grècia. Transliteració llatina: Side A: * rahnualtr * lit * rista * runar * efʀ * fastui * moþur * sina * onems * totʀ * to i * aiþi * kuþ hialbi * ant * hena * Side B: runa * rista * lit * rahnualtr * huar a × griklanti * uas * lis * forunki * Transcripció al nòrdic antic: Costat A: Ragnvaldr let rista runaʀ æftiʀ Fastvi, moður sina, Onæms dottiʀ, do i Æiði. Guð hialpi and hænnaʀ. Costat B: Runaʀ rista let Ragnvaldr. Vaʀ un Grikklandi, vas liðs forungi. Traducció: Costat A: Ragnvaldr manà gravar les runes en memòria de Fastvé, la seva mare, filla d'Ónæmr, (que) va morir a Eið. Que Déu ajudi el seu esperit.» Costat B: «Ragnvaldr manà gravar les runes; (ell) va ser a Grècia i va ser comandant de la Guàrdia reial.»

#### U 136
La pedra rúnica U 136 és d'estil Pr2 (Ringerike) i antigament formava un únic monument amb la U 135. És de color gris fosc; fa 1,73 m d'alçada i 0,85 m d'amplada. El 1857, Richard Dybeck anotà que l'havien descobert enterrada cinc anys abans. El propietari del terreny la trobà quan llaurava, perquè una petita part sobresortia del sòl. L'aixecà i la plantà al mateix lloc. Alguns trossos es van desprendre accidentalment i la part superior d'algunes runes es va perdre. La pedra fou encomanada originalment per una dama rica anomenada Ástríðr en memòria del seu marit Eysteinn. Sawyer (2000) suggereix que podia haver estat una de les pedres erigides arran d'un litigi sobre l'herència. No se sap amb certesa el motiu pel qual Eysteinn anà a Grècia i a Jerusalem, perquè el verb sœkja (s'ha documentat la forma en passat sotti) té diverses interpretacions. Vol dir 'buscar' i també 'atacar', com en les pedres Sö 166i N 184; també 'visitar' o 'viatjar'. Per tant, Eysteinn podria considerar-se un dels primers suecs que pelegrinà a Jerusalem. Jesch (2001) opina que, seguint l'exemple d'altres runes, el sentit 'atac' és més probable. El projecte Rundata també tradueix sœkja com 'atacar'. Juntament amb la U 140 és una de les dues pedres rúniques de Jarlabanke que esmenten viatgers a l'estranger. Transliteració llatina: × astriþr × la(t) + raisa × staina × þasa × [a]t austain × buta sin × is × suti × iursalir auk antaþis ub i × kirkum. Transcripció al nòrdic antic: Æstriðr let ræisa stæina þessa at Øystæin, bonda sinn, es sotti Iorsaliʀ ok ændaðis upp i Grikkium. Traducció: «Ástríðr feu erigir aquestes pedres en memòria d'Eysteinn, els seu marit, que va atacar Jerusalem i va trobar la seva fi a Grècia.»

#### U 140
La inscripció U 140 es troba a Broby, a prop de les U 136 i U 150. Es tracta d'un fragment de granit esculpit en estil Ringerike (Pr 2) descobert per Richard Dybeck entre els fonaments d'un petit edifici. Dybeck buscà sense èxit les parts restants. En un principi es va moure a un pendent prop de la carretera entre Hagby i l'església de Täby¨; el 1930, però, es va traslladar al costat de la carretera. És una de les dues pedres Jarlabanke i esmenta un home que viatjà a l'estranger (compareu amb U 136, més amunt). Transliteració llatina: × ...la×b(a)... ... han : entaþis * i kirikium. Transcripció al nòrdic antic: Laba [Iar] [nki]... Hann ændaðis i Grikkium. Traducció: «Jarlabanki... trobà la seva fi a Grècia.»

#### U 201
La inscripció U 201 és d'estil Pr1 (Ringerike) i la feu el mateix mestre gravador que la U 276. La pedra, de granit vermell, es troba a la paret de la sagristia de l'església Angarn a 0,74 m de terra. Fa 1,17 m d'alçada i 1,16 d'amplada. Johannes Bureus (1568-1652) esmentà la pedra, però per raons desconegudes s'obvià durant la recerca nacional de monuments històrics (1667-1684). Dos homes que s'esmenten a l'estela tenen noms desconeguts que es van reconstruir com Gautdjarfr i Sunnhvatr, basant-se en elements coneguts d'altres noms nòrdics. Transliteració llatina:
- þiagn * uk * kutirfʀ * uk * sunatr * uk * þurulf * þiʀ * litu * risa * stin * þina * iftiʀ * tuka * faþur * sin * on * furs * ut i * krikum * kuþ * ialbi ot ans * ot * uk * salu.

Transcripció al nòrdic antic: Þiagn ok Gautdiarfʀ(?) ok Sunnhvatr(?) ok Þorulfʀ þæiʀ letu ræisa stæin þenna æftiʀ Toka, faður sinn. Hann fors ut i Grikkium. Guð hialpi and hans, and ok salu. Traducció: «Þegn i Gautdjarfr(?) i Sunnhvatr(?) i Þórulfr van fer erigir aquesta pedra en memòria de Tóki, pare seu. Ell va morir a l'estranger, a Grècia. Que Deu ajudi el seu esperit i ànima.»

#### U 270
La pedra rúnica U 270 fou descoberta a Smedby, a prop de Vallentuna. Johan Hadorph i el seu ajudant la van dibuixar per a Johan Peringskiöld durant la recerca nacional de monuments històrics entre el 1667 i el 1684. El 1867 Richard Dybeck assenyalà que l'havia vist intacta tres anys abans, però que el 1866 s'havia utilitzat per a la construcció d'uns fonaments. Dybeck denuncià l'agricultor responsable i la Reial Acadèmia Sueca de lletres, història i antiguitats continuà l'acusació. En la documentació del judici consta que la pedra, que era al mas, es feu esclatar tres vegades per obtenir trossos petits i poder utilitzar-los per a la construcció dels fonaments. Es considerà que la reconstrucció de l'estela era impossible. La pedra feia 2,5 m d'alçada i 1,2 m d'ample. S'aixecà en memòria d'un pare que pel que sembla va marxar a Grècia. Transliteració llatina: [ikiþur- isina... ...– * stiu nuk * at * kiatilu... faþur * sin krikfarn * k...]. Transcripció al nòrdic antic: Ingiþor[a] ... ... ⟨stiu⟩ ok at Kætil..., faður sinn, Grikkfara(?) ... Traducció: «Ingiþóra...... i en memòria de Ketill-... el seu pare, (a) viatger a Grècia(?) ...»

#### U 358
La pedra rúnica U 358, d'estil RAK, l'esmentà per primera vegada Richard Dybeck, que la va descobrir en els fonaments de la torre del campanar de l'església de Skepptuna. Els feligresos no li permeteren descobrir la inscripció completament i més tard van amagar la pedra sota una espessa capa de terra. No la van treure del campanar fins al 1942, quan se la va traslladar i aixecar a poques passes de distància. És de granit de color gris clar. Fa 2,05 m d'alçada i 0,78 m d'amplada. Qui encarregà l'estela s'anomenava Folkmarr, un nom desconegut a l'Escandinàvia de l'època vikinga. Se sap que va existir, però en una època posterior. D'altra banda, era un nom comú en les llengües germàniques occidentals i especialment entre els francs. Transliteració llatina: fulkmar × lit × risa × stin × þina × iftiʀ × fulkbiarn × sun × sin × saʀ × itaþis × uk miþ krkum × kuþ × ialbi × ans × ot uk salu. Transcripció al nòrdic antic: Folkmarr let ræisa stæin þenna æftiʀ Folkbiorn, sun sinn. Saʀ ændaðis ok með Grikkium. Guð hialpi hans and ok salu. Traducció: «Folkmarr encarregà aquesta pedra en memòria de Folkbjörn, el seu fill. També ell va trobar la seva fi entre els grecs. Que Déu ajudi el seu esperit i la seva ànima.»

#### U 374
La pedra U 374 es trobava a Örby. El 1673, durant la recerca nacional de monuments històrics, Abraham Winge informà que a Örby s'alçaven dues pedres. El 1684, Peringskiöld anà a Örby per tal de documentar i dibuixar les pedres: només en va trobar una en peus (la U 373). En canvi, va descobrir la segona, o una tercera, la U 374, col·locada en la part inferior d'una xemeneia. Utilitzar-la com a llar de foc feu malbé la inscripció. La darrera vegada que algú documentà haver-la vist va ser el 1728. El dibuix que feu Peringskiöld és, per tant, l'única documentació que hi ha de la inscripció. L'alçada de la pedra era d'1,5 m i l'amplada de 0,88 m. S'atribueix al mestre gravador Åsmund Kåresson. Transliteració llatina: [... litu ' rita: stain þino * iftiʀ * o-hu... ...an hon fil o kriklontr kuþ hi-lbi sal...]. Transcripció al nòrdic antic: ... letu retta stæin þenna æftiʀ ... ... Hann fell a Grikklandi. Guð hi[a]lpi sal[u]. Traducció: «... feu erigir aquesta pedra en memòria del...... Va caure a Grècia. Que Déu ajudi (la seva) ànima.»

#### U 431
Tant la pedra U 431 com la U 430 es van trobar el 1889 en un camp que pertanyia a l'hostal d'Åshusby quan van volar les roques per preparar el camp de conreu. Com que la banda on era la inscripció estava cap per avall, van fer esclatar la pedra i no va ser fins que van recollir els fragments que es van descobrir les runes. L'estela es va consolidar amb ciment i es traslladà a l'atri de l'església de Norrsunda. És de gneis gris blavós i fa 1,95 metres d'alçada i 0,7 m d'amplada. La seva superfície és excepcionalment suau. Pertany a l'estil Ringerike (Pr2) i s'atribueix al mestre gravador Asmund Kåresson. Fou erigida per un pare i una mare, Tófa i Hemingr, en memòria del seu fill, Gunnarr, que va morir «entre els grecs». És molt inusual que s'esmenti la mare abans que el pare. Transliteració llatina: tufa auk hominkr litu rita stin þino ' abtiʀ kunor sun sin ' in – hon u(a)ʀ ta(u)-(r) miʀ krikium ut ' kuþ hialbi hons| |salu| |uk| |kuþs m—(i)(ʀ). Transcripció al nòrdic antic: Tofa ok Hæmingʀ letu retta stæin þenna æftiʀ Gunnar, sun sinn. En... hann vaʀ dau [ð] r meðr Grikkium ut. Guð hialpi hans salu ok Guðs m [oð] iʀ. Traducció: «Tófa i Hemingr van fer erigir aquesta pedra en memòria de Gunnarr, el seu fill i... Va morir a l'estranger entre els grecs. Que Déu i la Mare de Déu ajudin la seva ànima.»

#### U 446
El fragment de la runa U 446 de Droppsta es coneix només per un document escrit durant la recerca nacional de monuments històrics del segle xvii. Durant la preparació de la secció d'Uppland del Sveriges runinskrifter (1940-1943), els experts van buscar sense èxit restes de la pedra. El fragment era el que quedava de la part inferior d'una estela. Sembla que podia haver estat formada per dos trossos, dels quals un tenia la primera part de la inscripció i el segon l'última part. Possiblement feia 1,10 m d'alçada i 1,2 m d'amplada. Estava decorada en l'estil Umes en les variants Pr3 o Pr4. La paraula isifara s'ha interpretat com æist-fari, que significa 'viatger a Estònia', terme ja conegut gràcies a una inscripció a Södermanland, però el projecte Rundata no les ha desxifrat encara. Transliteració llatina: [isifara * auk * ...r * sin * hon tu i krikum]. Transcripció al nòrdic antic: ⟨isifara⟩... ok sinn. Hann do i Grikkium. Traducció: «⟨isifara⟩ i... seus. Va morir a Grècia.»

#### U 518
La pedra rúnica U 518, d'estil RAK, es troba al vessant sud d'un pendent boscós, uns 700 m al nord-est de l'edifici principal del mas Västra Ledinge. Richard Dybeck la donà a conèixer en publicacions de la dècada del 1860. En aquell moment feia poc que havien trencat la pedra en diverses peces i la part inferior encara era a terra. El 1942, la pedra, de granit gris, es reparà i es va tornar a aixecar al lloc original. La inscripció es va fer en memòria de tres homes, dels quals dos van morir a Grècia, mentre que un tercer, Freygeirr, va morir en un lloc anomenat jo silu × nur. El significat d'aquest terme ha estat objecte de debat. Richard Dybeck va suggerir que o bé es podria referir a la finca veïna de Skällnora o al llac Siljan. Sophus Bugge identificà el lloc com «Saaremaa Nord» (Øysilu ni), mentre que Erik Brate creia que es tractava de Salo a l'actual Finlàndia. La teoria actual és la publicada a Rundata, que prové d'una anàlisi més recent realitzada per Otterbjörk (1961) i que considera que pot referir-se a un estret de l'illa Selaön al llac Mälaren. Transliteració llatina: þurkir × uk × suin × þu litu × risa × stin × þina × iftiʀ × urmiʀ × uk × urmulf × uk × frikiʀ × on × etaþis × i silu × nur × ian þiʀ antriʀ × ut i × krikum × kuþ ihlbi –ʀ(a) ot × uk salu. Transcripció al nòrdic antic: Þorgærðr ok Svæinn þau letu ræisa stæin þenna æftiʀ Ormæiʀ ok Ormulf ok Frøygæiʀ. Hann ændaðis i Silu nor en þæiʀ andriʀ ut i Grikkium. Guð hialpi [þæi]ʀa and ok salu. Traducció: «Þorgerðr i Sveinn van fer aixecar aquesta pedra en memòria d'Ormgeirr i Ormulfr i Freygeirr. Trobà la seva fi a l'estret de Sila (Selaön) i els altres a l'estranger, a Grècia. Que Déu ajudi els seus esperits i les seves ànimes».

#### U 540
L'estela U 540 és d'estil Urnes (Pr4) i s'atribueix al mestre gravador Åsmund Kåresson. Està clavada amb ferro a la paret nord de l'església de Husby-Sjuhundra. Quan Johannes Bureus la va documentar el 1638, es feia servir com a llindar d'aquesta església. Quan el 1871 Richard Dybeck la va veure, encara es feia servir com a llindar. Aquest va aconseguir que la inscripció quedés visible per poder-ne fer un motllo. El 1887, els feligresos van decidir treure tant la U 540 com la U 541 de l'església i amb l'ajuda financera de la Reial Acadèmia Sueca de lletres, història i antiguitats, les pedres es van extreure i adjuntar a la paret nord. La pedra és de gres vermell i fa 1,50 m d'alçada i 1,13 m d'amplada. A causa del seu ús com a llindar, està desgastada i diverses parts de la pedra i de la inscripció s'han perdut. Una teoria proposada pel germanista F. A. Braun (1910), basada en les runes U 513, U 540, Sö 179 i Sö 279, manté que l'afligit Ingvar és la mateixa persona que Ingvar el viatger, fill del rei suec Emund el Vell. Braun destaca el fet que les pedres es van erigir a Husby, una residència reial i que els noms d'Eiríkr (Eric) i Hákon eren bastant rars a Suècia, però no tant a la dinastia reial. Önundr seria Anund Gårdske, que es crià a Rússia, mentre que Eiríkr seria un dels dos pretendents anomenat Eric i Hákon seria Håkan el Roig. L'obra de referència Nordiskt runnamnslexikon (2002) menciona aquestes identificacions dels tres homes Eiríkr, Hákon i Ingvarr i afegeix que es creu que Eiríkr apareix també a la pedra rúnica U 20 de Hillersjö. A més identifica Hákon amb qui encarregà les pedres Ög 162 i Ög Fv1970;310. Transliteració llatina: airikr ' auk hokun ' auk inkuar aukk rahn[ilt]r ' þou h... ... ...-ʀ ' -na hon uarþ [tau]þ(r) [a] kriklati ' kuþ hialbi hons| |salu| |uk| |kuþs muþi(ʀ). Transcripció al nòrdic antic: Æirikʀ ok Hakon ok Ingvarr ok Ragnhildr þau ... ... ... ... Hann varð dauðr a Grikklandi. Guð hialpi hans salu ok Guðs m [oð] iʀ. Traducció: «Eiríkr i Hákon i Ingvarr i Ragnhildr, ells............ Va morir a Grècia.» Que Déu i la Mare de Déu ajudin la seva ànima.»

#### U 792
La pedra rúnica U 792 és d'estil Fp i és atribuïda al mestre gravador Balli. És de granit gris i fa 1,65 m d'alçada i 1,19 m d'amplada. Originalment s'aixecà junt amb una segona pedra, una a cada costat del camí d'Eriksgata on hi ha un gual; a uns 300 m a l'oest de l'actual granja Ulunda. Eriksgata era el camí que recorrien els reis suecs un cop escollits, per ser acceptats per les assemblees locals de tot el país. La pedra la documentà per primer cop Johannes Bureus al segle xvii i més tard, en el mateix segle, Johan Peringskiöld, que la considerà una pedra notable, erigida en memòria d'un rei menor, o un cap guerrer en temps pagans. Quan Richard Dybeck la va veure, el 1863, la pedra estava molt inclinada i el 1925 s'informà que havia acabat caient al marge del riu. Va romandre allí fins que el 1946 el Consell nacional suec de patrimoni la va fer aixecar de nou. Va ser erigida en memòria d'un home (probablement Haursi) pel seu fill, Kárr, i el seu cunyat. Haursi hauria tornat ric de Grècia i, per tant, hauria deixat la fortuna al seu hereu. Transliteració llatina: kar lit * risa * stin * þtina * at * mursa * faþur * sin * auk * kabi * at * mah sin * fu- hfila * far * aflaþi ut i * kri[k]um * arfa * sinum. Transcripció al nòrdic antic: Karr let ræisa stæin þenna at Horsa(?), faður sinn, ok Kabbi(?)/Kampi(?)/Kappi(?)/Gapi(?) at mag sinn. Fo[r] hæfila, feaʀ aflaði ut i Grikkium arfa sinum. Traducció: «Kárr va erigir aquesta pedra en memòria de Haursi(?), el seu pare i Kabbi(?) /Kampi(?) /Kappi(?) /GAPI(?) en memòria del seu parent per matrimoni. (Ell) va viatjar de forma competent; va guanyar riquesa a l'estranger, a Grècia, per l'hereu.»

#### U 922
La pedra U 922 és d'estil Pr4 (Urnes) i fa 2,85 m d'alçada i 1,5 m d'ample. Està amagada sota la planta de la catedral d'Uppsala, al costat de la tomba del rei Gustav Vasa de Suècia. Johannes Bureus documentà la seva existència el 1594 i el 1666. Johannes Schefferus comentà de la pedra que era una de les moltes pedres considerades paganes i, per tant, havia estat utilitzada com a material de construcció per a la catedral. Schefferus considerava la U 922 una de les pedres rúniques més notables i lamentà que una part quedés sota un pilar i que la inscripció no es pogués llegir íntegrament. El 1675, Olof Verelius van descobrir que havia estat construïda en memòria d'una persona que viatjà a Grècia, tot i que més tard, el 1712, el viatger francès Aubrey de la Motraye va escriure que l'havien informat que la pedra havia estat erigida en memòria d'un viatger que anà a Jerusalem. L'últim erudit que va dir que la inscripció era visible fou Olof Celsius l'any 1729 i sembla que al cap de poc de temps va ser coberta per una nova capa de terra. El 1950, el professor Elias Wessén i el conservador d'antiguitats del comtat van demanar extreure la pedra per estudiar-la millor junt amb tres altres pedres rúniques, però la petició fou rebutjada pel Consell reial de construcció (KBS) per una qüestió de seguretat. Ígulbjörn també apareix en una segona inscripció rúnica a la catedral d'Uppsala, la U 925, encomanada per Ígulbjörn en memòria del seu fill Gagʀ, que va morir «al sud», referint-se probablement a l'Imperi Romà d'Orient. Transliteració llatina: ikimuntr ' uk þorþr * [iarl ' uk uikibiarn * litu ' risa * stain ' at] ikifast * faþur [* sin sturn*maþr '] sum ' for ' til * girkha ' hut ' sun ' ionha * uk * at * igulbiarn * in ybiʀ [* risti *]. Transcripció al nòrdic antic: Ingimundr ok Þorðr, Iarl ok Vigbiorn(?) letu ræisa stæin at Ingifast, faður sinn, styrimaðr, sum for til Girkia ut, sunn Iona(?), ok at Igulbiorn. Øpiʀ risti. Traducció: «Ingimundr i Þórðr (i) Jarl i Vígbjôrn(?) van fer erigir la pedra en memòria d'Ingifastr, el seu pare, capità que viatjà a l'estranger, a Grècia, fill de Ióni's(?); i en memòria d'Ígulbjôrn. Œpir la va esculpir.»

#### U 956
La pedra rúnica U 956 va ser tallada pel mestre gravador Åsmund Kåresson en estil d'Urnes. És una de les dues inscripcions que encara existeixen que esmenten el nom Åsmund, l'altra és la GS 11 a Järvsta. Aquesta estela es va aixecar a Vedyxa, a prop d'Uppsala, a uns 80 m a l'est de la cruïlla de la carretera de Lövsta amb la comarcal entre Uppsala i Funbo. És de granit gris i té una forma inusual amb dues superfícies planes i un angle obtús entre si. La inscripció fa un total de 2,27 m d'alçada: la part superior 1,37 m i la part inferior 0,9 m. Fa 0,95 m d'amplada. Johannes Haquini Rhezelius fou el primer a documentar la U 956 el 1666 i més tard Johan Peringskiöld (1710), que comentà que la inscripció era llegible malgrat que la pedra estès dividida en dues parts. A diferència dels erudits moderns, Peringskiöld relacionava aquesta pedra, així com les altres pedres rúniques gregues, amb les guerres gòtiques que tingueren lloc a l'Europa sud-oriental a partir del segle iii. Olof Celsius visità la pedra tres vegades i l'última vegada fou el 1726 acompanyat del seu nebot Anders Celsius. Olof Celsius assenyalà que Peringskiöld estava equivocat i que la pedra romania intacta, tot i fer la impressió d'estar dividida en dues. Richard Dybeck feu la mateixa observació el 1866. Transliteració llatina: ' stniltr ' lit * rita stain þino ' abtiʀ ' uiþbiurn ' krikfara ' buanta sin kuþ hialbi hos| |salu| |uk| |kuþs u muþiʀ osmuntr kara sun markaþi. Transcripció al nòrdic antic: Stæinhildr stæin þenna æptiʀ Viðbiorn Grikkfara, boanda sinn. Guð hialpi hans salu ok Guðs ⟨u⟩ moðiʀ. Asmundr Kara sunn markaði. Traducció: «Steinhildr feu erigir aquesta pedra en memòria de Viðbjôrn, el seu marit, viatger a Grècia. Que Déu i la Mare de Déu ajudin la seva ànima. El fill d'Ásmundr Kári' la va gravar.»

#### U 1016
La pedra rúnica U 1016 és de granit gris clar. Fa una alçada d'1,91 metres i una amplada d'1,62 m. Es troba en una zona boscosa a 5 m a l'oest de la carretera del poble de Fjuckby, a 50 m de la cruïlla i a uns 100 m al sud-sud-est de la granja Fjuckby. El primer estudiós que parlà de la pedra va ser Johannes Bureus, que la visità el 19 de juny de 1638. Diversos experts van veure la pedra durant els segles següents: Rhezelius el 1667, Peringskiöld el 1694 i Olof Celsius el 1726 i el 1738. El 1864, Richard Dybeck assenyalà que aquesta pedra rúnica, igual que altres del voltant, s'havia tornat a aixecar durant l'estiu. La pedra es va escrostonar, probablement durant el segle xvii, i parts de l'ornamentació s'han perdut, però la inscripció està intacta. L'ornamentació s'ha classificat provisionalment com estil Pr2. Wessén i Jansson (1953-1958), però, apunten que és inusual i diferent de la majoria de runes de la zona. Altres pedres d'estil similar són la pedra de Vang i la d'Alstad a Noruega i les Sö 280 i U 1146 a Suècia. Aquest estil era més adequat per a fusta i metall i és probable que pocs mestres gravadors l'intentessin sobre pedra. De manera semblant a la inscripció de la U 1011, aquesta runa utilitza el terme stýrimaðr com a títol, que es tradueix com 'capità'. Sembla que altres runes utilitzen aquest terme per referir-se al timoner d'un vaixell. La inscripció s'ha interpretat de diverses maneres. Les dues següents apareixen a Rundata (2008): Transliteració llatina: §P * liutr: sturimaþr * riti: stain: þinsa: aftir: sunu * sina: sa hit: aki: sims uti furs: sturþ(i) * -(n)ari * kuam *: hn krik*:hafnir: haima tu: ...-mu-... ...(k)(a)(r)... (i)uk (r)(u)-(a) * ... §Q * liutr: sturimaþr * riti: stain: þinsa: aftir: sunu * sina: sa hit: aki: sims uti furs: sturþ(i) * -(n)ari * kuam *: hn krik *: hafnir: haima tu: ...-mu-... ...(k)(a)(r)... (i)uk (r)(u)-(a) * ... Transcripció al nòrdic antic: §P Liutr styrimaðr retti stæin þennsa æftiʀ sunu sina. Sa het de Aki, fors de uti de sem. Nærri Styrði [k], kvam hann Grikkhafniʀ, hæima fer...... hiogg(?) ru[n]aʀ(?)... §Q Liutr styrimaðr retti stæin þennsa æftiʀ sunu sina. Sa het de Aki, fors de uti de sem. Nærri Styrði [k], kvam hann Grikkia. Hæfniʀ, hæima fer...... hiogg(?) ru[n]aʀ(?)... Traducció: §P «El capità Ljótr va erigir aquesta pedra en memòria dels seus fills. El que va morir a l'estranger es deia Áki. Dirigí un vaixell de càrrega; arribà a ports grecs; va morir a casa...... tallà les runes...» §P «El capità Ljótr va erigir aquesta pedra en memòria dels seus fills. El que va morir a l'estranger es deia Áki. Dirigí un vaixell de càrrega; arribà a Grècia. Hefnir va morir a casa...... tallà les runes...»

#### U 1087
La pedra rúnica U 1087 no es conserva. Era inusualment gran i imponent i estava tallada en l'estil d'Urnes (Pr4). Abans de desaparèixer, fou estudiada i descrita per experts com Bureus, Rhezelius, Peringskiöld i finalment per Olof Celsius l'any 1726. Peringskiöld comentà que la pedra estava mig tombada en un camp de llúpol a la granja de Lövsta, a l'est. Celius ho confirmà més tard el 1726. Stolpe va mirar de trobar-la i el 1869 va escriure que el terratinent sabia de l'existència de la runa, però que la pedra havia quedat completament enterrada. El 1951, un especialista en runes intentà localitzar-la però no ho va aconseguir. La inscripció tenia un tret comú amb la U 922: una runa kaun amb punts, poc freqüent, a la paraula girkium (Grècia). L'única dificultat en la interpretació d'aquestes runes és la seqüència onar. Rhezelius la interpretà com el nom Onarius, que correspondria al tercer fill, mentre que Verelius, Peringskiöld, Dijkman i Celsius ho feren com el pronom annarr, que vol dir 'l'altre', referint-se a Ótryggr. Wessén i Jansson (1953-1958) i la Rundata donen suport a aquesta interpretació (vegeu més avall). Transliteració llatina: [fastui * lit * risa stain * iftiʀ * karþar * auk * utirik suni * sino * onar uarþ tauþr i girkium *] Transcripció al nòrdic antic: Fastvi que ræisa stæin æftiʀ Gærðar Otrygg correcte, syni sina. Annarr varð dauðr que Grikkium. Traducció: «Fastvé manà aixecar la pedra en memòria de Gerðarr i Ótryggr, els seus fills. L'altre (= el darrer) va morir a Grècia.»

### Södermanland
Hi ha set pedres rúniques a Södermanland que narren viatges a Grècia. Dues sembla que esmenten comandants de la Guàrdia varega i una segona parla d'un thegn, un guerrer d'alt rang, que va lluitar i morir amb els grecs.

#### Sö Fv1954; 20
L'estela Sö Fv1954;20 fou descoberta el 1952 juntament amb una altra pedra sense inscripció, aproximadament a 500 m a l'oest-sud-oest del casalot Nolinge mentre es llaurava un camp. Formava, per tant, un monument doble. Les dues pedres estaven separades uns 2 o 3 metres, a banda i banda d'un camí important i assenyalaven un gual. Totes dues havien perdut la part superior i la seva alçada actual és d'1,52 m (1,33 m sobresurten de terra). Fan 0,55 m d'amplada. Les runes pertanyen a l'estil Fp. Transliteració llatina: biurn: lit: risa: stin: i(f)... ... ... ...r: austr: i: kirikium: biurn hik. Transcripció al nòrdic antic: Biorn que ræisa stæin æf [tiʀ]...... [dauð] r Austràlia i molt ben que Grikkium. Biorn hiogg. Traducció: «Bjôrn feu aixecar la pedra en memòria de...... va morir a l'est de Grècia. Bjôrn la va tallar.»

#### Sö 82
La pedra rúnica Sö 82 és de granit i fa 1,18 m d'alçada i 1,30 m d'amplada. Antigament era sota el terra de fusta de l'interior de l'església de Tumbo. La part superior estava amagada sota la paret de l'atri. Molta part de la inscripció i de l'obra s'han perdut; el que queda, però, s'ha pogut classificat com d'estil Fp o Pr1 (estil Ringerike). Una part de la inscripció són runes xifrades. La pedra l'erigí Vésteinn en memòria del seu germà Freysteinn, que va morir a Grècia i segons Omeljan Pritsak, Freysteinn fou el comandant d'una comitiva. La decoració de la Sö 82 té la imatge d'una bèstia-llop al centre. Aquesta toca la inscripció sobre el nom de Freysteinn i té la boca a la paraula «va morir» o «morí». En el nòrdic antic hi ha una figura retòrica en poesia, el kenning, que vol dir haver mort en batalla i que s'expressa com: «el llop es va alimentar». Per això, la combinació del text i les imatges porten a la conclusió que Freysteinn va morir durant una batalla a Grècia. Tot i que la imatge del monument té una creu cristiana, els dos noms de persona de la inscripció fan referència al paganisme nòrdic. Þorsteinn inclou el nom del déu Thor i significa 'pedra de Thor', mentre que Vésteinn inclou la paraula vé, un temple o santuari, i quan s'utilitza en un nom propi significa 'sant'. Per tant, el nom complet és 'pedra sagrada'. Transliteració llatina: [+] ui—(a)n [× (b)a-]iʀ × (i)þrn + ʀftʀh × fraitʀn × bruþur × [is](ʀ)n × þuþʀ × kʀkum (×) [þulʀ × iuk × uln ×] Transcripció al nòrdic antic: Vi [st] æinn ⟨ba iʀ⟩ ⟨iþrn⟩ æftiʀ Frøystæin, broður sinn, dauðr [i] Grikkium. Þuli (?) /Þulʀ(?) hiogg ⟨uln⟩. Traducció: «Vésteinn... en memòria de Freysteinn, el seu germà, (que) va morir a Grècia. Þuli (?) /Þulr (?) va tallar...»

#### Sö 85
La pedra rúnica Sö 85 és d'estil KB i fa 1,23 m d'alçada. El bloc de granit es va descobrir prop d'un petit rierol. L'any 1835 fou destruïda. Algunes peces es van portar a Munkhammar i Mälhammar, on es feren servir per a construir xemeneies. El 1855 les set peces restants es van traslladar a Västerby per protegir-les amb una tanca, però quan el 1897 es va dur a terme una investigació acadèmica només en quedaven quatre peces. Una associació d'antiquaris locals s'encarregà que aquestes quatre parts poguessin reunir-se i quedar a Västerby. Transliteració llatina: ansuar: auk: ern... ... [: faþur sin: han: enta]þis: ut i: krikum (r)uþr: ...unk——an——
Transcripció al nòrdic antic: Andsvarr Ærn ... ... faður sinn. Hann ændaðis i Grikkium. Traducció: «Andsvarr i Ern-...... el seu pare. Va trobar la seva fi a Grècia.»

#### Sö 163
La pedra rúnica Sö 163 és de gneis gris i estil Fp. Fa 1,22 m d'alçada i 1 m d'ample. Va ser documentada per primer cop durant la recerca nacional de monuments històrics (1667-1684). Peringskiöld anotà que es trobava a prop del poble de Snesta entre Ryckesta i la carretera. El 1820, s'informà que la pedra estava greument malmesa i en gran part enterrada, perquè era al costat d'una carretera local. El 1857 George Stephens constatà que l'any 1830 la pedra s'havia traslladat de la seva posició original, un monticle funerari en un sender a prop de Ryckesta a la mansió Täckhammar, on es tornà a aixecar en un pendent arbrat a unes 14 passes de la carretera. L'home que va fer erigir la pedra es deia þruʀikr segons les runes. El nom fou identificat per Sophus Bugge. Aquest identificà el primer element del nom com el substantiu þrýð-que deriva de * þrūði - i correspon a l'antic anglès þrýðu (poder, força). Aquesta forma de l'antic anglès es correspon amb l'antic islandès þrúð- (força), que apareix en paraules del nòrdic antic en relació amb el Déu nòrdic Thor. Aquesta anàlisi fou acceptada per Brate i Wessén, tot i que van assenyalar que el nom conté ʀ en lloc de l'esperada r, mentre que el corpus Rundata dona una forma lleument diferent: Þryðríkrt. La pedra fou erigida en memòria de dos fills, un dels quals anà a Grècia on va «dividir or», una expressió que apareix també en la runa Sö 165. Pot voler dir que, bé fou responsable de la distribució del pagament als membres de la Guàrdia varega o bé prengué part en la divisió d'un botí. Düwel ha suggerit que l'expressió és equivalent a la de la ruta oriental gjaldi skifti (dividí pagaments), que apareix a la pedra propera, Sö 166, i que parla de pagaments a vikings a Anglaterra (vegeu també U 194, U 241 i U 344). Si és així, l'expressió podria significar que aquesta persona va rebre un pagament similar. Transliteració llatina: þruʀikr: stain: at: suni: sina: sniala: trakia: for: ulaifr: i: krikium: uli: sifti: Transcripció al nòrdic antic: Þryðrikʀ stæin at syni sina, snialla drængia, for Olæifʀ/Gullæifʀ i Grikkium gulli skifti. Traducció: «Þryðríkr (va erigir) la pedra en memòria dels seus fills, homes capaços valents. Óleifr/Gulleifr va viatjar a Grècia, va dividir or.»

#### Sö 165
L'estil de la runa Sö 165 s'ha classificat provisionalment com a RAK. És una pedra de granit gris, d'1,61 m d'alçada i 0,57 m d'amplada. Es documentà per primer cop durant la recerca nacional de monuments històrics (1667-81). En aquell temps s'aixecava a prop d'altres pedres rúniques. Més tard es traslladà al costat de la Sö 166 en una rasa al sud-oest de la granja Grinda. La va fer aixecar una mare, Guðrun, en memòria del seu fill Heðinn. Com la runa Sö 163, també explica que l'home anà a Grècia i «va dividir or». Pot referir-se a distribuir el pagament als membres de la Guàrdia varega, al repartiment d'un botí o d'haver rebut un pagament (comparar amb l'anterior, Sö 163). La inscripció en si és un poema en fornyrðislag. Transliteració llatina: kuþrun: raisti: stain: at: hiþin: uaʀ: nafi suais: uaʀ: han:: i: krikum iuli skifti: kristr: hialb: ant: kristunia: Transcripció al nòrdic antic: Guðrun ræisti stæin a Heðin, vaʀ nefi Svæins. Vaʀ hann Grikkium, gulli skifti m. Kristr hialp i kristinna. Traducció: «Guðrún va erigir la pedra en memòria de Heðinn; (ell) era nebot de Sveinn. Fou a Grècia, va dividir d'or. Que Crist ajudi els esperits cristians.»

#### Sö 170
La pedra rúnica Sö 170, de granit gris, s'alça al nord de l'antic camí de Nälberga. Fa 1,85 metres d'alçada i 0,80 m d'amplada. El seu estil s'ha catalogat provisionalment com RAK. Algunes de les runes són xifrades i en forma de branca. El text rúnic parla d'un home anomenat Báulfr que va morir amb els grecs en un lloc que no s'ha pogut determinar amb precisió malgrat que les runes s'han analitzat diverses vegades. Läffler (1907) va suggerir que la ubicació s'havia de llegir Ίϑὡμη, que era el nom d'una ciutat a Tessàlia. A Messènia hi havia una fortalesa també anomenada Θὡμη. A Báulfr se'l descriu com un þróttar þegn o un thegn. Aquest terme descriu una categoria dels que formaven el seguici. L'expressió þróttar þegn es troba en sis runes més, la Sö 90 a Lövhulta, la Sö 112 a Kolunda, la Sö 151 i 158 Sö a Österberga i, en la seva forma plural, a la Sö 367 a Släbro i la Sö Fv1948;295 a Prästgården. Omeljan Pritsak (1981) comenta que entre aquells que van erigir el memorial, el fill més jove Guðvér arribaria a ser comandant de la Guàrdia varega a mitjan segle xi, com queda palès en una segona menció a Guðvér en la runa Sö 217. Aquesta pedra s'aixecà en memòria d'un dels membres del seguici de Guðvér. Transliteració llatina: uistain: agmunr: kuþuiʀ: þaiʀ: r...(s)þu: stain: at: baulf: faþur sin þrutaʀ þiagn han miþ kriki uarþ tu o /þum þa/þumþa. Transcripció al nòrdic antic: Vistæinn, Agmundr, Guðveʀ, þæiʀ r [æi] sþu stæin at Baulf, faður sinn, þrottaʀ þiagn. Hann með Grikki varð, do a /⟨þum⟩ þa/⟨þumþa⟩. Traducció: «Vésteinn, Agmundr (i) Guðvér erigiren la pedra en memòria de Báulfr, el seu pare, un Þegn de força. Va ser amb els grecs; llavors va morir amb ells (?) o al ⟨þum⟩.»

#### Sö 345
La pedra rúnica Sö 345 es documentà per primer cop durant la recerca nacional de monuments històrics el 1667. En aquell moment es feia servir com a llindar d'una porta al porxo de l'església de Ytterjärna. Probablement s'havia utilitzat per a aquest propòsit durant un període considerable de temps, perquè segons un dibuix que es feu uns anys més tard, estava molt desgastada. El 1830 una revisió de l'església feia constar que estava tan malmesa que només es podien intuir unes quantes runes. Quan més tard Hermelin dibuixà la pedra, va assenyalar que la pedra s'havia trencat en dues peces. El 1896, l'investigador Erik Brate visità la pedra i va descobrir que una de les peces ja havia desaparegut i que la part restant es recolzava a la paret de l'església. El tros que quedava feia 1,10 m i 1,15 m. Posteriorment la pedra es restaurà i es va plantar al cementiri. Transliteració llatina: Part A: ... ...in × þinsa × at × kai(r)... ... ...-n * eʀ * e[n-a]þr × ut – × kr... Part B: ... ...roþur × ... Part c:...... raisa:... Transcripció al nòrdic antic: Part A: ... [stæ]in þennsa at Gæiʀ... ... [Ha]nn eʀ æn[d]aðr ut [i] Gr[ikkium]. Part b... [b] roður... Part C: ... [let] ræisa ... Traducció (les parts B i C que no són al monument actual no es tradueixen): «... aquesta pedra en memòria de Geir-...... Va trobar la seva fi a Grècia.»

### Östergötland
A Östergötland, hi ha dues pedres rúniques que esmenten Grècia. En destaca la pedra de Högby, que descriu la mort de diversos germans en diferents parts d'Europa.

#### Ög 81
La inscripció rúnica Högby és d'estil Ringerike (Pr1). El bloc de granit vermell fa 3,45 m d'alçada i 0,65 m d'ample. Abans formava part del mur exterior de l'església de Högby amb la banda de la creu cap enfora. Quan el 1874 l'església fou enderrocada es va descobrir el costat B de la inscripció. La pedra es traslladà al cementiri de l'antiga església. Commemora Özurr, un dels primers varegs que va morir al servei de l'emperador romà d'Orient. La seva mort està datada al voltant del 1010 o a finals del segle x. Era un dels fills de «l'home bo», Gullii. La inscripció descriu una situació que podria haver estat habitual en les famílies escandinaves del moment. La pedra es feu per ordre de la neboda d'Özur, Þorgerðr, en memòria dels seus oncles, que eren tots morts. Probablement Þorgerðr encarregà la pedra tan aviat va saber que Özurr, l'últim dels seus oncles, havia mort a Grècia. I, possiblement ho feu per garantir el seu dret a l'herència. La inscripció en el revers de la pedra, que narra com van morir els seus altres oncles, està gravat en fornyrðislag. És possible que el seu oncle Ásmundr morís en la batalla de Fýrisvellir, el 980, al costat del rei Eric el Victoriós. Özurr havia entrat al servei d'un home més poderós i morí lluitant per l'emperador romà d'Orient. Halfdan va morir a Bornholm o en un holmgang, mentre que el lloc on morí Kári segueix sent incert. La interpretació més probable és que fos a Od, l'antic nom de l'extrem nord-oest de Zelanda, encara que també podria ser a Dundee, Escòcia. No consta on va morir Búi, però Larsson (2002) comenta que probablement fou d'una manera menys gloriosa que els seus germans. Transliteració llatina: Side A: * þukir * resþi * stin * þansi * eftiʀ * asur * sen * muþur*bruþur * sin * iaʀ * eataþis * austr * i * krikum * Side B: * kuþr * karl * kuli * kat * fim * syni * feal * o * furi * frukn * treks * asmutr * aitaþis * asur * austr * i krikum * uarþ * o hulmi * halftan * tribin * kari * uarþ * at uti * Side C: auk * tauþr * bui * þurkil * rist * runaʀ * Transcripció al nòrdic antic: Costat A: Þorgærðr(?) ræisþi stæin þannsi æftiʀ Assur, sinn moðurbroður sinn, eʀ ændaðis austr i Grikkium. Costat B: Goðr karl Gulli el gat fæm syni. Fioll a Føri frøkn drængʀ Asmundr, ændaðis Assurr austr i Grikkium, varð a Holmi Halfdan drepinn, Kari varð at Uddi(?) Side C: ok dauðr Boi. Þorkell ræist runaʀ. Traducció: Costat A: «Þorgerðr va erigir aquesta pedra en memòria d'Ôzurr, germà de la seva mare. Va trobar la seva fi a Grècia.» Costat B: «El bon home Gulli va tenir cinc fills. El valent Ásmundr va caure a Fœri; Ôzurr trobà la seva fi a l'est de Grècia; Halfdan va morir a Holmr (Bornholm?); a Kári el van matar a Oddr(?);» Costat C: «Búi també es mort. Þorkell va gravar les runes.»

#### Ög 94
La pedra rúnica Ög 94, d'estil Ringerike (Pr1), és de granit vermell i s'alçava a l'antic cementiri de l'església de Harstad. Fa 2 metres d'altura i 1,18 d'amplada a la base. El topònim Haðistaðir, esmentat en la inscripció, es refereix a l'actual Haddestad, que és a prop. També es refereix a Grècia com el lloc on va morir el difunt, que probablement fou membre de la Guàrdia varega. A més, l'última part de la inscripció que esmenta la ubicació de la seva mort és probablement un poema en fornyrðislag. Transliteració llatina: askata: auk: kuþmutr: þau: risþu: kuml: þ[i](t)a: iftiʀ: u-auk: iaʀ: buki| |i: haþistaþum: an: uaʀ: bunti: kuþr: taþr: i: ki[(r)]k[(i)(u)(m)]. Transcripció al nòrdic antic: Asgauta/Askatla ok Guðmundr þau ræisþu kumbl þetta æftiʀ O[ddl]aug(?), eʀ byggi i Haðistaðum. Hann vaʀ bondi goðr, dauðr i Grikkium(?). Traducció: «Ásgauta/Áskatla i Guðmundr erigiren aquest monument en memòria d'Oddlaugr(?), que vivia a Haðistaðir. Va ser un bon marit; (ell) va morir a Grècia(?)».

### Västergötland
A Västergötland, hi ha cinc pedres rúniques que parlen de viatges a l'est, però només una n'esmenta Grècia.

#### Vg 178
La runa Vg 178 d'estil Pr1 era fora de l'església de Kölaby, al cementiri, a uns deu metres al nord-nord-oest del campanar. És un bloc de gneis de descamació que fa 1,85 m d'alçada i 1,18 m d'amplada. El registre més antic de la pedra el trobem en un inventari de l'església de 1829. Diu que la pedra era il·legible. El 1861 Ljungström va documentar que formava part de la tanca de roca amb la inscripció de cara al cementiri. Quan Djurklou visità la pedra el 1869, era encara al mateix lloc. Djurklou considerà que la seva situació no era l'adequada perquè una part de la runa quedava enterrada. Per això encarregà a un agricultor il·lustre que selecciones un grup per treure la pedra de la paret. La propera vegada que Djurklou visità el lloc, trobà que la pedra s'havia plantat al cementiri. Transliteració llatina: agmuntr: risþi: stin: þonsi: iftiʀ: isbiurn: frinta: sin: auk: (a)(s)(a): it: buta: sin: ian: saʀ: uaʀ: klbins: sun: saʀ: uarþ: tuþr: i: krikum. Transcripció al nòrdic antic: Agmundr ræisti stæin þannsi æftiʀ Æsbiorn, frænda sinn, ok Asa(?) at bonda sinn, en saʀ vaʀ Kulbæins sunn. Saʀ varð dauðr i Grikkium. Traducció: «Agmundr va fer erigir aquesta pedra en memòria d'Ásbjôrn, el seu parent; i Ása(?) en memòria del seu marit. Era fill de Kolbeinn; va morir a Grècia.»

### Småland
A Småland només hi havia una pedra rúnica que esmentés Grècia.

#### Sm 46
L'estela Sm 46 és d'estil RAK. Fa 2,05 metres d'altura i 0,86 m d'amplada. La pedra ja estava molt malmesa quan Rogberg la dibuixà el 1763. Rogberg va assenyalar que s'havia utilitzat com un pont per creuar un rierol i per això les runes s'havien desgastat tant, que la majoria eren pràcticament il·legibles: una afirmació que es contradiu amb il·lustracions posteriors. Però com que la runa havia passat desapercebuda per als estudiosos del segle xvii, és probable que es fes servir de pont. El 1792, en un diari de viatge, Hilfeling dibuixa per primer cop la part inferior de la pedra, tot i que l'artista no sembla adonar-se que les dues parts formaven una unitat. El 1822 Liljegren va dibuixar-la. El 1922, l'investigador Kinander s'assabentà per un granger de la zona que, 40 anys abans, la pedra estava incrustada al mur d'un pont d'un camí rural amb la inscripció cap amunt. Algú decidí treure-la del pont i posar-la a la vora del camí. Kinander la va voler veure i li van ensenyar una gran pedra desgastada en un jardí d'Eriksstad. Segons Kinander, era impossible trobar-hi qualsevol resta de la inscripció que formava l'estela. Transliteració llatina: [...nui krþi: kubl: þesi: iftiʀ suin: sun: sin: im ÷ itaþisk ou*tr i krikum]. Transcripció al nòrdic antic: ...vi gærði kumbl þessi æftiʀ Svæin, sun sinn, eʀ ændaðis austr i Grikkium. Traducció: «...-vé feu aquest monument en record de Sveinn, el seu fill, que va conèixer la seva fi a l'est de Grècia.»

### Gotland
A Gotland només s'ha trobat una única runa que esmenti l'Imperi Romà d'Orient. Això pot ser degut tant al fet que a Gotland es van esculpir més imatges de pedra que no pas inscripcions rúniques, o bé al fet que els seus habitants eren principalment comerciants que pagaven un tribut anual als suecs per protecció militar.

#### G 216
La G 216 és una pedra d'esmolar amb una inscripció rúnica descoberta l'any 1940, que fa 8,5 centímetres de llarg, 4,5 cm d'ample i 3,3 cm de gruix. La trobà un operari en un camp a 40 cm de profunditat mentre excavava per instal·lar un cable de telèfon a Timans al terme de Roma. Actualment es troba al Museu d'Antiguitats de Gotland amb el número d'inventari C 9181. Està datada de finals del segle xi i tot i que la interpretació del seu missatge és incert, en general, els experts accepten la tesi de von Friesen: commemora els viatges de dos de Gotland a Grècia, Jerusalem, Islàndia i el món musulmà (Serkland). La inscripció va sorprendre perquè esmenta quatre països llunyans que eren les destinacions dels aventurers escandinaus de l'època vikinga, però també va aixecar dubtes sobre la seva autenticitat. No obstant això, els estudis geològics i lingüístics van esborrar qualsevol dubte de la seva autenticitat. La pedra té la mateixa pàtina d'altres pedres de l'època vikinga en tota la superfície i gravat. A més, té la habitual runa-r amb un traçat lateral obert, un detall que sol passar desapercebut pels falsificadors. És més, segons von Friesen, cap expert en suec antic podia haver encarregat la falsificació amb la paraula krikiaʀ escrita correctament perquè en tots els llibres de referència de l'època constava la forma incorrecta grikir. Jansson, Wessén i Svärdström (1978) comenten que el nom de persona que els estudiosos consideren més interessant és Ormika, que només es coneix gràcies a la Gutasaga. Era el nom d'un pagès lliure que fou batejat pel rei noruec sant Olaf el 1029. El primer element ormr (serp) és popular en els noms de tradició nòrdica. El segon element -ikan, però, correspon al diminutiu del germànic occidental i la falta de la -n final suggereix un préstec de l'anglosaxó o de l'antic frisó, tot i que aquest nom no s'ha documentat en la zona germànica occidental. Els especialistes en runes donen importància a la forma en nominatiu de la paraula Grikkiaʀ (Grècia), que no estava documentada, mentre els altres casos de declinació s'han trobat en algunes inscripcions. El topònim Jerusalem hi apareix en gotlandès antic iaursaliʀ mentre que en el dialecte occidental del nòrdic, l'antic islandès és Jórsalir i tots dos són una interpretació etimològica de la tradició escandinava, en què el primer element s'interpreta com el nom jór - (de l'antiga forma *eburaz, que significa 'senglar'). Hi ha l'única menció a Islàndia en una runa, mentre que hi ha cinc altres inscripcions a Suècia que esmenten Serkland. Transliteració llatina: ormiga: ulfua-r: krikiaʀ: iaursaliʀ (:) islat: serklat. Transcripció al nòrdic antic: Ormika, Ulfhva[t]r(?), Grikkiaʀ, Iorsaliʀ, illa, Særkland. Traducció: «Ormika, Ulfhvatr(?), Grècia, Islàndia, Jerusalem, Serkland.»